# Longelse Sogn
Longelse Sogn er et sogn i Langeland-Ærø Provsti (Fyens Stift).
I 1800-tallet var Fuglsbølle Sogn anneks til Longelse Sogn. Begge sogne hørte til Langelands Sønder Herred i Svendborg Amt. Longelse-Fuglsbølle sognekommune blev ved kommunalreformen i 1970 indlemmet i Rudkøbing Kommune, der ved strukturreformen i 2007 indgik i Langeland Kommune.
I Longelse Sogn ligger Longelse Kirke.
I sognet findes følgende autoriserede stednavne:
- Assemose (bebyggelse, ejerlav)
- Barager (bebyggelse)
- Bønneløkke Skov (areal)
- Havgård (landbrugsejendom)
- Krogsbjerg (bebyggelse)
- Longelse Sand (bebyggelse)
- Longelse Sønderskov (bebyggelse)
- Møllegård (ejerlav, landbrugsejendom)
- Næbbehuse (bebyggelse)
- Næbbeskov (areal)
- Nørre Longelse (bebyggelse, ejerlav)
- Pederstrup (bebyggelse, ejerlav)
- Spodsbjerg (bebyggelse, ejerlav)
- Sønder Longelse (bebyggelse, ejerlav)
- Søvertorp (ejerlav, landbrugsejendom)